# Leiria (circonscription électorale)
La circonscription électorale de Leiria est une circonscription électorale du Portugal, utilisée pour les élections législatives.
Ses frontières correspondent au district du même nom.

## Résultats

### Années 2020

#### 2025
| Parti                                      | Parti                                     | Voix    | %     | +/-           | Sièges | +/-           |
| ------------------------------------------ | ----------------------------------------- | ------- | ----- | ------------- | ------ | ------------- |
|                                            | AD – Coalition PSD/CDS (PPD/PSD.CDS-PP)   | 98 249  | 38,24 | 1,92          | 5      | en stagnation |
|                                            | Chega (CH)                                | 61 180  | 23,81 | 3,50          | 3      | 1             |
|                                            | Parti socialiste (PS)                     | 50 329  | 19,59 | 3,64          | 2      | 1             |
|                                            | Initiative libérale (IL)                  | 15 971  | 6,22  | 0,37          | 0      | en stagnation |
|                                            | LIBRE (L)                                 | 9 299   | 3,62  | 0,90          | 0      | en stagnation |
|                                            | Alternative démocratique nationale (ADN)  | 5 746   | 2,24  | 0,52          | 0      | en stagnation |
|                                            | Coalition démocratique unitaire (PCP-PEV) | 5 471   | 2,13  | 0,37          | 0      | en stagnation |
|                                            | Bloc de gauche (BE)                       | 5 100   | 1,98  | 2,45          | 0      | en stagnation |
|                                            | Personnes–Animaux–Nature (PAN)            | 3 104   | 1,21  | 0,55          | 0      | en stagnation |
|                                            | Nouvelle Droite (ND)                      | 723     | 0,28  | en stagnation | 0      | en stagnation |
|                                            | Réagir, inclure, recycler (RIR)           | 587     | 0,23  | 0,20          | 0      | en stagnation |
|                                            | Volt Portugal (VP)                        | 483     | 0,19  | 0,02          | 0      | en stagnation |
|                                            | Ergue-te (E)                              | 368     | 0,14  | 0,01          | 0      | en stagnation |
|                                            | Parti populaire monarchiste (PPM)         | 323     | 0,13  | N/A           | 0      | en stagnation |
|                                            |                                           |         |       |               |        |               |
| Suffrages exprimés                         | Suffrages exprimés                        | 256 933 | 96,93 |               |        |               |
| Votes blancs                               | Votes blancs                              | 4 976   | 1,88  |               |        |               |
| Votes invalides                            | Votes invalides                           | 3 165   | 1,19  |               |        |               |
| Total                                      | Total                                     | 265 074 | 100   | –             | 10     | en stagnation |
| Abstentions                                | Abstentions                               | 146 921 | 35,66 |               |        |               |
| Inscrits/Participation                     | Inscrits/Participation                    | 411 995 | 64,34 |               |        |               |
|                                            |                                           |         |       |               |        |               |
| Source: Commission nationale des élections |                                           |         |       |               |        |               |

| Parti | Parti | Parti | Parti   | Députés                                                                                        |
| ----- | ----- | ----- | ------- | ---------------------------------------------------------------------------------------------- |
|       | AD    |       | PPD/PSD | - Ana Margarida Balseiro - Hugo Martinho - Sofia Carreira - João Paulo Antunes - Ricardo Beato |
|       | CH    | CH    | CH      | - Gabriel Mitha - Luis Pereira - Cristina Vieira                                               |
|       | PS    | PS    | PS      | - Eurico Nogueira - Ana Caterina de Moura                                                      |

#### 2024
| Parti                                      | Parti                                    | Voix    | %     | +/-   | Sièges | +/-           |
| ------------------------------------------ | ---------------------------------------- | ------- | ----- | ----- | ------ | ------------- |
|                                            | Alliance démocratique (AD) (PSD-PP-PPM)  | 96 231  | 36,32 | 1,47  | 5      | 1             |
|                                            | Parti socialiste (PS)                    | 61 561  | 23,23 | 13,50 | 3      | 2             |
|                                            | Chega (CH)                               | 53 820  | 20,31 | 12,06 | 2      | 1             |
|                                            | Initiative libérale (IL)                 | 15 498  | 5,85  | 0,44  | 0      | en stagnation |
|                                            | Bloc de gauche (BE)                      | 11 748  | 4,43  | 0,24  | 0      | en stagnation |
|                                            | Libre (L)                                | 7 212   | 2,72  | 1,64  | 0      | en stagnation |
|                                            | Coalition démocratique unitaire (CDU)    | 6 625   | 2,50  | 0,70  | 0      | en stagnation |
|                                            | Personnes–Animaux–Nature (PAN)           | 4 655   | 1,76  | 0,41  | 0      | en stagnation |
|                                            | Alternative démocratique nationale (ADN) | 4 555   | 1,72  | 1,38  | 0      | en stagnation |
|                                            | Réagir, inclure, recycler (RIR)          | 1 136   | 0,43  | 0,09  | 0      | en stagnation |
|                                            | Nouvelle Droite (ND)                     | 739     | 0,28  | Nv.   | 0      | en stagnation |
|                                            | Volt Portugal (VP)                       | 553     | 0,21  | 0,12  | 0      | en stagnation |
|                                            | Ergue-te (E)                             | 340     | 0,13  | 0,05  | 0      | en stagnation |
|                                            | Alternative 21 (MPT-A)                   | 305     | 0,12  | 0,03  | 0      | en stagnation |
|                                            |                                          |         |       |       |        |               |
| Suffrages exprimés                         | Suffrages exprimés                       | 264 978 | 96,86 |       |        |               |
| Votes blancs                               | Votes blancs                             | 5 094   | 1,86  |       |        |               |
| Votes nuls                                 | Votes nuls                               | 3 507   | 1,28  |       |        |               |
| Total                                      | Total                                    | 273 579 | 100   | -     | 10     | en stagnation |
| Abstention                                 | Abstention                               | 138 605 | 33,63 |       |        |               |
| Inscrits/Participation                     | Inscrits/Participation                   | 412 184 | 66,37 |       |        |               |
|                                            |                                          |         |       |       |        |               |
| Source: Commission nationale des élections |                                          |         |       |       |        |               |

| Parti | Parti | Parti | Parti   | Députés                                                                                          |
| ----- | ----- | ----- | ------- | ------------------------------------------------------------------------------------------------ |
|       | AD    |       | PPD/PSD | - Sofia Carreira - Ricardo Carvalho - Telmo Faria - Hugo Patricio Oliveira - João Antunes Santos |
|       | PS    | PS    | PS      | - Ana Sofia Antunes - Walter Chicharro - Eurico Brilhante Dias                                   |
|       | CH    | CH    | CH      | - Luis Paulo Fernandes - Gabriel Mithá Ribeiro                                                   |

#### 2022
| Parti                                      | Parti                                    | Voix    | %     | +/-  | Sièges | +/-           |
| ------------------------------------------ | ---------------------------------------- | ------- | ----- | ---- | ------ | ------------- |
|                                            | Parti socialiste (PS)                    | 84 253  | 36,73 | 3,69 | 5      | 1             |
|                                            | Parti social-démocrate (PPD/PSD)         | 81 827  | 35,68 | 0,09 | 4      | 1             |
|                                            | Chega (CH)                               | 18 918  | 8,25  | 6,67 | 1      | 1             |
|                                            | Initiative libérale (IL)                 | 12 400  | 5,41  | 4,43 | 0      | en stagnation |
|                                            | Bloc de gauche (BE)                      | 10 709  | 4,67  | 5,32 | 0      | 1             |
|                                            | Coalition démocratique unitaire (CDU)    | 7 340   | 3,20  | 1,38 | 0      | en stagnation |
|                                            | CDS – Parti populaire (CDS-PP)           | 4 834   | 2,11  | 3,53 | 0      | en stagnation |
|                                            | Personnes–Animaux–Nature (PAN)           | 3 090   | 1,35  | 1,71 | 0      | en stagnation |
|                                            | Libre (L)                                | 2 469   | 1,08  | 0,10 | 0      | en stagnation |
|                                            | Réagir, inclure, recycler (RIR)          | 1 199   | 0,52  | 0,26 | 0      | en stagnation |
|                                            | Alternative démocratique nationale (ADN) | 783     | 0,34  | 0,08 | 0      | en stagnation |
|                                            | Nous, citoyens ! (NC)                    | 376     | 0,16  | 0,12 | 0      | en stagnation |
|                                            | Parti de la Terre (MPT)                  | 355     | 0,15  | 0,16 | 0      | en stagnation |
|                                            | Mouvement Alternative socialiste (MAS)   | 265     | 0,12  | 0,04 | 0      | en stagnation |
|                                            | Volt Portugal (VP)                       | 209     | 0,09  | Nv.  | 0      | en stagnation |
|                                            | Ergue-te (E)                             | 173     | 0,08  | 0,22 | 0      | en stagnation |
|                                            | Parti travailliste portugais (PTP)       | 137     | 0,06  | 0,13 | 0      | en stagnation |
|                                            |                                          |         |       |      |        |               |
| Suffrages exprimés                         | Suffrages exprimés                       | 229 337 | 97,25 |      |        |               |
| Votes blancs                               | Votes blancs                             | 3 801   | 1,61  |      |        |               |
| Votes invalides                            | Votes invalides                          | 2 690   | 1,14  |      |        |               |
| Total                                      | Total                                    | 235 828 | 100   | -    | 10     | en stagnation |
| Abstention                                 | Abstention                               | 177 235 | 42,91 |      |        |               |
| Inscrits/Participation                     | Inscrits/Participation                   | 413 063 | 57,09 |      |        |               |
|                                            |                                          |         |       |      |        |               |
| Source: Commission nationale des élections |                                          |         |       |      |        |               |

| Parti | Parti   | Parti   | Parti   | Députés                                                                                              |
| ----- | ------- | ------- | ------- | --- |
|       | PS      | PS      | PS      | - Catarina Sarmento e Castro - Eurico Brilhante Dias - Salvador Formiga - Antonio Sales - Sara Velez |
|       | PPD/PSD | PPD/PSD | PPD/PSD | - João Marques - Hugo Patricio Oliveira - Paulo Mota Pinto - Olga Silvestre                          |
|       | CH      | CH      | CH      | - Gabriel Mithá Ribeiro                                                                              |

### Années 2010

#### 2019
| Parti                                      | Parti                                              | Voix    | %     | +/-  | Sièges | +/-           |
| ------------------------------------------ | -------------------------------------------------- | ------- | ----- | ---- | ------ | ------------- |
|                                            | Parti social-démocrate (PPD/PSD)                   | 73 311  | 35,59 | N/A  | 5      | en stagnation |
|                                            | Parti socialiste (PS)                              | 68 067  | 33,04 | 6,95 | 4      | 1             |
|                                            | Bloc de gauche (BE)                                | 20 572  | 9,99  | 0,18 | 1      | en stagnation |
|                                            | CDS – Parti populaire (CDS-PP)                     | 11 616  | 5,64  | N/A  | 0      | 1             |
|                                            | Coalition démocratique unitaire (CDU)              | 9 434   | 4,58  | 0,77 | 0      | en stagnation |
|                                            | Personnes–Animaux–Nature (PAN)                     | 6 313   | 3,06  | 1,78 | 0      | en stagnation |
|                                            | Chega (CH)                                         | 3 259   | 1,58  | Nv.  | 0      | en stagnation |
|                                            | Alliance (A)                                       | 2 118   | 1,03  | Nv.  | 0      | en stagnation |
|                                            | Initiative libérale (IL)                           | 2 023   | 0,98  | Nv.  | 0      | en stagnation |
|                                            | Libre (L)                                          | 2 017   | 0,98  | 0,19 | 0      | en stagnation |
|                                            | Réagir, inclure, recycler (RIR)                    | 1 615   | 0,78  | Nv.  | 0      | en stagnation |
|                                            | Parti communiste des travailleurs portugais (PCTP) | 1 595   | 0,77  | 0,33 | 0      | en stagnation |
|                                            | Parti de la Terre (MPT)                            | 636     | 0,31  | 0,21 | 0      | en stagnation |
|                                            | Parti national rénovateur (PNR)                    | 610     | 0,30  | 0,18 | 0      | en stagnation |
|                                            | Nous, citoyens ! (NC)                              | 574     | 0,28  | 0,09 | 0      | en stagnation |
|                                            | Parti démocratique républicain (PDR)               | 537     | 0,26  | 1,53 | 0      | en stagnation |
|                                            | Parti uni des retraités (PURP)                     | 477     | 0,23  | 0,04 | 0      | en stagnation |
|                                            | Parti populaire monarchiste (PPM)                  | 477     | 0,23  | 0,08 | 0      | en stagnation |
|                                            | Parti travailliste portugais (PTP)                 | 373     | 0,19  | N/A  | 0      | en stagnation |
|                                            | Ensemble pour le peuple (JPP)                      | 213     | 0,10  | 0,06 | 0      | en stagnation |
|                                            | Mouvement Alternative socialiste (MAS)             | 164     | 0,08  | N/A  | 0      | en stagnation |
|                                            |                                                    |         |       |      |        |               |
| Suffrages exprimés                         | Suffrages exprimés                                 | 206 001 | 94,07 |      |        |               |
| Votes blancs                               | Votes blancs                                       | 8 000   | 3,65  |      |        |               |
| Votes nuls                                 | Votes nuls                                         | 4 995   | 2,28  |      |        |               |
| Total                                      | Total                                              | 218 996 | 100   | -    | 10     | en stagnation |
| Abstention                                 | Abstention                                         | 187 910 | 46,18 |      |        |               |
| Inscrits/Participation                     | Inscrits/Participation                             | 406 906 | 53,82 |      |        |               |
|                                            |                                                    |         |       |      |        |               |
| Source: Commission nationale des élections |                                                    |         |       |      |        |               |

| Parti | Parti   | Parti   | Parti   | Députés                                                                                           |
| ----- | ------- | ------- | ------- | ------------------------------------------------------------------------------------------------- |
|       | PPD/PSD | PPD/PSD | PPD/PSD | - Margarida Balseiro Lopes - João Marques - Hugo Patricio Oliveira - Pedro Roque - Olga Silvestre |
|       | PS      | PS      | PS      | - Raul Miguel de Castro - Elza Pais - João Paulo Pedrosa - Antonio Sales                          |
|       | BE      | BE      | BE      | - Ricardo Vicente                                                                                 |

#### 2015
| Parti                                      | Parti                                              | Voix    | %     | +/-           | Sièges | +/-           |
| ------------------------------------------ | -------------------------------------------------- | ------- | ----- | ------------- | ------ | ------------- |
|                                            | Portugal en avant (PàF) (PPD/PSD-CDS-PP)           | 114 829 | 50,89 | 12,08         | 6      | 1             |
|                                            | Parti socialiste (PS)                              | 58 878  | 26,09 | 4,28          | 3      | en stagnation |
|                                            | Bloc de gauche (BE)                                | 22 946  | 10,17 | 4,52          | 1      | 1             |
|                                            | Coalition démocratique unitaire (CDU)              | 12 070  | 5,35  | 0,12          | 0      | en stagnation |
|                                            | Parti démocrate républicain (PDR)                  | 4 046   | 1,79  | Nv.           | 0      | en stagnation |
|                                            | Personnes–Animaux–Nature (PAN)                     | 2 884   | 1,28  | en stagnation | 0      | en stagnation |
|                                            | Parti communiste des travailleurs portugais (PCTP) | 2 493   | 1,10  | 0,04          | 0      | en stagnation |
|                                            | Libre (L)                                          | 1 780   | 0,79  | Nv.           | 0      | en stagnation |
|                                            | Parti de la Terre (MPT)                            | 1 186   | 0,52  | 0,11          | 0      | en stagnation |
|                                            | Parti national rénovateur (PNR)                    | 1 079   | 0,48  | 0,23          | 0      | en stagnation |
|                                            | AGIR (PTP-MAS)                                     | 914     | 0,40  | 0,13          | 0      | en stagnation |
|                                            | Nous, citoyens ! (NC)                              | 831     | 0,37  | Nv.           | 0      | en stagnation |
|                                            | Parti populaire monarchiste (PPM)                  | 706     | 0,31  | 0,12          | 0      | en stagnation |
|                                            | Parti uni des retraités (PURP)                     | 616     | 0,27  | Nv.           | 0      | en stagnation |
|                                            | Ensemble pour le peuple (JPP)                      | 369     | 0,16  | Nv.           | 0      | en stagnation |
|                                            |                                                    |         |       |               |        |               |
| Suffrages exprimés                         | Suffrages exprimés                                 | 225 627 | 95,13 |               |        |               |
| Votes blancs                               | Votes blancs                                       | 6 883   | 2,90  |               |        |               |
| Votes nuls                                 | Votes nuls                                         | 4 679   | 1,97  |               |        |               |
| Total                                      | Total                                              | 237 189 | 100   | -             | 10     | en stagnation |
| Abstention                                 | Abstention                                         | 185 285 | 43,86 |               |        |               |
| Inscrits/Participation                     | Inscrits/Participation                             | 422 474 | 56,14 |               |        |               |
|                                            |                                                    |         |       |               |        |               |
| Source: Commission nationale des élections |                                                    |         |       |               |        |               |

| Parti | Parti | Parti  | Parti              | Députés |
| ----- | ----- | ------ | ------------------ | --- |
|       | PàF   |        | PPD/PSD            | - Feliciano Barreiras Duarte - Margarida Balseiro Lopes - Teresa Morais - Pedro Pimpão - José Antonio Silva |
|       | PàF   | CDS-PP | - Assunção Cristas | |
|       | PS    | PS     | PS                 | - Margarida Marques - José Miguel Medeiros - Antonio Sales                                                  |
|       | BE    | BE     | BE                 | - Heitor de Sousa                                                                                           |

#### 2011
| Parti                                      | Parti                                              | Voix    | %     | +/-   | Sièges | +/-           |
| ------------------------------------------ | -------------------------------------------------- | ------- | ----- | ----- | ------ | ------------- |
|                                            | Parti social-démocrate (PPD/PSD)                   | 116 941 | 49,50 | 12,99 | 6      | 2             |
|                                            | Parti socialiste (PS)                              | 51 518  | 21,81 | 9,66  | 3      | 1             |
|                                            | CDS – Parti populaire (CDS-PP)                     | 31 821  | 13,45 | 0,33  | 1      | en stagnation |
|                                            | Bloc de gauche (BE)                                | 13 351  | 5,65  | 4,27  | 0      | 1             |
|                                            | Coalition démocratique unitaire (CDU)              | 12 351  | 5,23  | 0,12  | 0      | en stagnation |
|                                            | Personnes–Animaux–Nature (PAN)                     | 3 029   | 1,28  | Nv.   | 0      | en stagnation |
|                                            | Parti communiste des travailleurs portugais (PCTP) | 2 502   | 1,06  | 0,24  | 0      | en stagnation |
|                                            | Mouvement Espoir pour le Portugal (MEP)            | 1 084   | 0,46  | 0,05  | 0      | en stagnation |
|                                            | Parti de la Terre (MPT)                            | 977     | 0,41  | 0,14  | 0      | en stagnation |
|                                            | Parti travailliste portugais (PTP)                 | 633     | 0,27  | 0,05  | 0      | en stagnation |
|                                            | Parti national rénovateur (PNR)                    | 595     | 0,25  | 0,07  | 0      | en stagnation |
|                                            | Portugal Pro-vie (PPV)                             | 551     | 0,23  | 0,04  | 0      | en stagnation |
|                                            | Parti populaire monarchiste (PPM)                  | 453     | 0,19  | 0,19  | 0      | en stagnation |
|                                            | Parti ouvrier d'unité socialiste (POUS)            | 445     | 0,19  | 0,09  | 0      | en stagnation |
|                                            |                                                    |         |       |       |        |               |
| Suffrages exprimés                         | Suffrages exprimés                                 | 236 251 | 94,97 |       |        |               |
| Votes blancs                               | Votes blancs                                       | 8 597   | 3,46  |       |        |               |
| Votes nuls                                 | Votes nuls                                         | 3 906   | 1,57  |       |        |               |
| Total                                      | Total                                              | 248 754 | 100   | -     | 10     | en stagnation |
| Abstention                                 | Abstention                                         | 176 116 | 41,45 |       |        |               |
| Inscrits/Participation                     | Inscrits/Participation                             | 424 870 | 58,55 |       |        |               |
|                                            |                                                    |         |       |       |        |               |
| Source: Commission nationale des élections |                                                    |         |       |       |        |               |

| Parti | Parti   | Parti   | Parti   | Députés |
| ----- | ------- | ------- | ------- | --- |
|       | PPD/PSD | PPD/PSD | PPD/PSD | - Feliciano Barreiras Duarte - Fernando Marques - Teresa Morais - Maria Conceição Pereira - Pedro Pimpão - Paulo Batista Santos |
|       | PS      | PS      | PS      | - Masilio Horta - Odete João - João Paulo Pedrosa                                                                               |
|       | CDS-PP  | CDS-PP  | CDS-PP  | - Assunção Cristas |